# آج كامران خان كاي ساته
آج كامران خان كاي ساته هو برنامج تلفزيوني سياسي باكستاني حواري كان يُبث كل يوم من أيام الأسبوع على جيو نيوز. ويقدمه الصحفي كامران خان، ومن إخراج جنيد ممتاز،  ومن إنتاج عصمت مالك.
غادر كامران خان جيو نيوز.في 24 يوليو 2014، وتوقف البرنامج،  واستُبدِلَ البرنامج ببرنامح حواري آخر هو "آج شاهزيب خان زادا كاي ساته".